# Mickey Walsh
Michael Anthony "Mickey" Walsh (ur. 13 sierpnia 1954 w Chorley) – irlandzki piłkarz występujący na pozycji napastnika.

## Kariera klubowa
Walsh karierę rozpoczynał w 1973 roku w angielskim zespole Blackpool z Division Two. W sezonie 1976/1977 został królem strzelców tej ligi. W 1978 roku przeszedł do Evertonu, grającego w Division One. W rozgrywkach tych zadebiutował 19 sierpnia 1978 w wygranym 1:0 meczu z Chelsea. Graczem Evertonu Walsh był do marca 1979 roku.
Potem odszedł do innego zespołu Division One, Queens Park Rangers. W sezonie 1978/1979 spadł z nim do Division Two. W 1980 roku został zawodnikiem portugalskiego FC Porto. W ciągu sześciu sezonów gry dla tego klubu, dwa razy wywalczył z nim mistrzostwo Portugalii (1985, 1986), trzy razy wicemistrzostwo Portugalii (1981, 1983, 1984), a także raz Puchar Portugalii (1984).
Następnie Walsh występował w innych pierwszoligowych drużynach, SC Salgueiros oraz SC Espinho. W 1988 roku zakończył karierę.

## Kariera reprezentacyjna
W reprezentacji Irlandii Walsh zadebiutował 24 marca 1976 w wygranym 3:0 towarzyskim meczu z Norwegią, w którym strzelił też gola. W latach 1976–1984 w drużynie narodowej rozegrał 21 spotkań i zdobył 2 bramki.